# Christine Boumeester

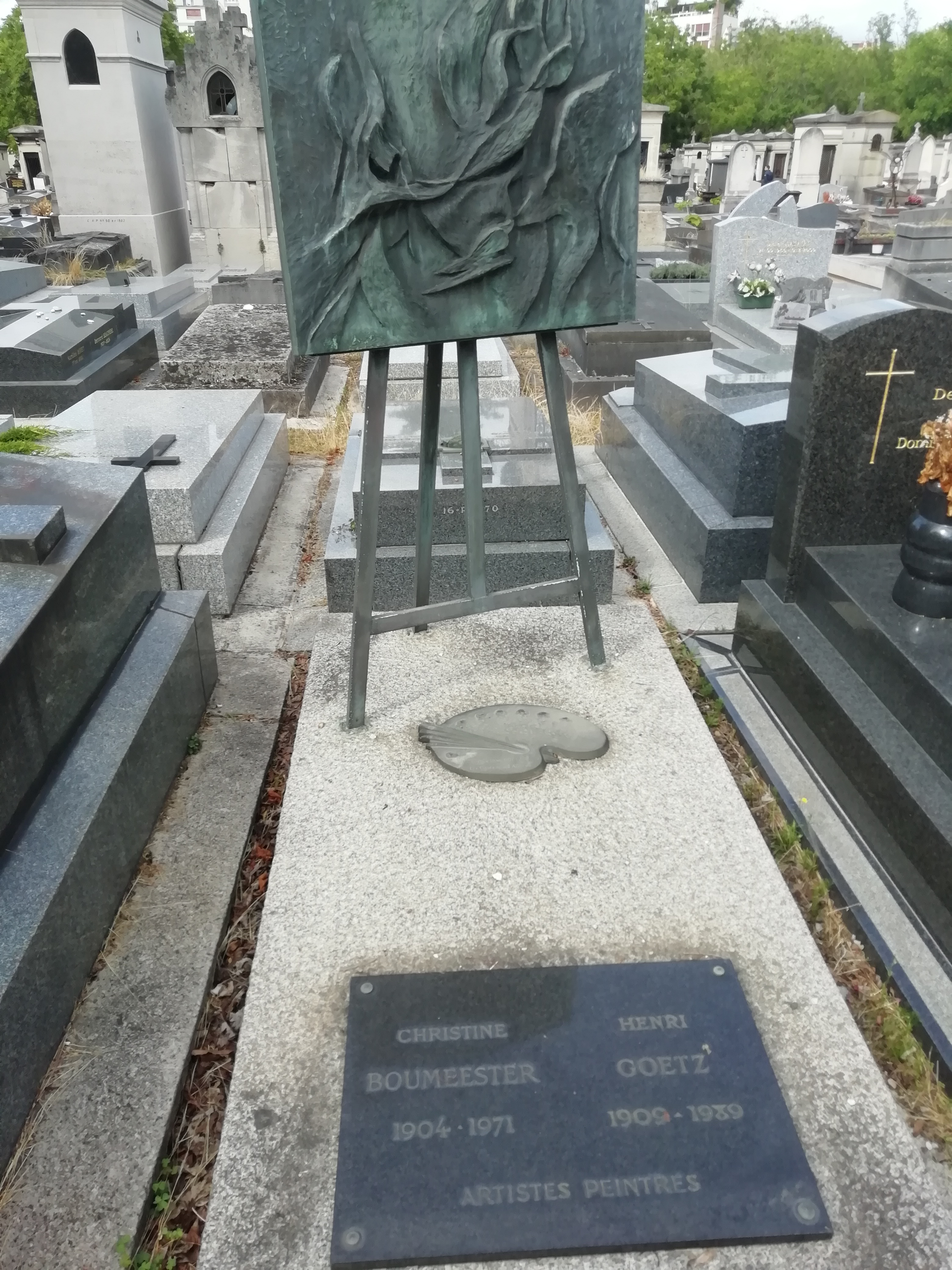
Boumeesters gravsten

Annie Christine Boumeester, född 12 augusti 1904 i Batavia (idag Jakarta), Indonesien, död 10 januari 1971 i Paris, var en nederländsk målare. Hon skapade abstrakta bilder.
Boumeesters nederländska föräldrar var anställd i Sydostasien. Hon flyttade 1921, sjutton år gammal, till Europa och började sina studier i Den Haag som hon framgångsrik avslutade 1925. Året 1935 visades en utställning med hennes verk i Amsterdam. Senare under samma år flyttade Boumeester till Paris. Där blev hon bekant med flera andra konstnärer som målade i den abstrakta stilen, bland annat Hans Arp, Francis Picabia och Alberto Magnelli. Under andra världskriget (från 1942) när Frankrike var ockuperad av Nazityskland levde hon utanför Paris.